# خوان خوزه فرارو
خوان خوزه فرارو (انگلیسی: Juan José Ferraro؛ ۵ سپتامبر ۱۹۲۳ – ۱۸ نوامبر ۱۹۷۳) بازیکن فوتبال اهل آرژانتین بود.
از باشگاه‌هایی که در آن بازی کرده‌است می‌توان به باشگاه فوتبال سانتا فه، باشگاه فوتبال ولز سارسفیلد، و باشگاه فوتبال بوکا جونیورز اشاره کرد.
وی همچنین در تیم ملی فوتبال آرژانتین بازی کرده‌است.